# Aldair
Aldair, właśc. Aldair Nascimento dos Santos (ur. 30 listopada 1965 w Ilhéus) – brazylijski piłkarz występujący na pozycji obrońcy, reprezentant Brazylii w latach 1989–2000, złoty medalista mistrzostw świata i Copa América, brązowy medalista olimpijski.

## Kariera klubowa
Przez czternaście lat był zawodnikiem AS Roma. W 2001 roku wygrał z nią rozgrywki ligowe we Włoszech. Aldair zyskał sympatię kibiców rzymskiego klubu i stał się jednym z jego symboli, po jego odejściu władze Romy postanowiły uhonorować zawodnika i zdecydowały, że żaden z przyszłych graczy nie będzie występował z numerem 6 Aldaira przez najbliższe 10 lat (do roku 2013). W 2004 roku po raz pierwszy zakończył piłkarską karierę. W lipcu 2007 roku został zawodnikiem mistrza San Marino - SS Murata. W 2008 roku ostatecznie zakończył karierę piłkarską.

## Kariera reprezentacyjna
W reprezentacji Brazylii od 1989 do 2000 roku rozegrał 81 meczów i strzelił 3 gole. Wystąpił na Mistrzostwach Świata w 1990, 1994 oraz 1998. Zagrał także w Copa América w 1989 i 1997. Zdobył brązowy medal Igrzysk Olimpijskich 1996 i wystąpił w Pucharze Konfederacji 1997.

## Sukcesy
Brazylia
- mistrzostwo świata: 1994
- wicemistrzostwo świata: 1998
- brązowy medal igrzysk olimpijskich: 1996
- Copa América: 1989, 1997
- Puchar Konfederacji: 1997

CR Flamengo
- Campeonato Carioca: 1986

SL Benfica
- Superpuchar Portugalii: 1989

AS Roma
- mistrzostwo Włoch: 2000/01
- Puchar Włoch: 1990/91
- Superpuchar Włoch: 2001

SS Murata
- mistrzostwo San Marino: 2007/08
- Puchar San Marino: 2007/08